# Kanton Seignelay
Kanton Seignelay (fr. Canton de Seignelay) byl francouzský kanton v departementu Yonne v regionu Burgundsko. Skládal se z 10 obcí. Zrušen byl po reformě kantonů 2014.

## Obce kantonu
- Beaumont
- Chemilly-sur-Yonne
- Cheny
- Gurgy
- Hauterive
- Héry
- Monéteau
- Mont-Saint-Sulpice
- Ormoy
- Seignelay